# 북쪽왕관자리 카파 b
북쪽왕관자리 카파 b는 북쪽왕관자리 방향으로 지구로부터 약 102 광년 떨어진 곳에 있는 항성 북쪽왕관자리 카파 주위를 도는, 외계 행성이다. 질량상 목성형 행성으로 볼 수 있다. 존슨 연구진이 도플러 분광법을 이용, 항성이 행성체의 중력으로 떨림을 발견하여 이 행성의 존재를 입증했다. 2007년 9월 발견했으며 같은 해 11월에 공식 발표하였다.
행성의 최소 질량은 목성의 약 1.8배(지구의 약 570배)이지만, 시선 속도법의 한계상 정확한 질량을 알 수는 없다. 궤도경사각을 밝혀야 참값을 알 수 있을 것이다. 항성으로부터 약 2.7 천문단위 떨어져서 약 1,208일 혹은 (3.307년)을 주기로 1회 공전한다.

## 같이 보기
- HD 16175 b
- HD 167042 b
- 북쪽왕관자리 로 b

## 참고 문헌
- (영어) 존슨 연구진 (2008). “Retired A Stars and Their Companions. II. Jovian Planets Orbiting κ CrB and HD 167042” (요약). 《The Astrophysical Journal》 675 (1): 784–789. doi:10.1086/526453. [깨진 링크(과거 내용 찾기)] 웹 인쇄본